# Iranada versicolor
Iranada versicolor là một loài bướm đêm trong họ Noctuidae.